# Caio Lúcio Márcio Sétimo
Caio Lúcio Márcio Sétimo (em latim: Gaius Lucius Marcius Septimius) foi um militar da República Romana que lutou na Península Ibérica durante a Segunda Guerra Púnica sob o comando do general Públio Cornélio Cipião (futuro "Africano") e, antes, do tio e do pai dele, Cneu Cipião e Públio Cornélio Cipião, durante a conquista romana da Ibéria, parte da República de Cartago. Foi um centurião muito popular entre as tropas e foi aclamado comandante do exército e procônsul depois da morte dos dois irmãos, mas o Senado Romano não ratificou a posição por ele ser um equestre.

## História
Em 211 a.C., os romanos se organizaram em três exércitos na Ibéria, comandados pelos generais Cneu Cipião, Públio Cipião (o pai) e Tito Fonteio, este no território já pacificado acima do rio Ebro. Públio Cipião enfrentou o exército de Asdrúbal Giscão e Magão Barca, filho de Amílcar Barca e irmão de Aníbal, que contavam ainda com o apoio do príncipe númida Massinissa, mas acabou derrotado e morto na Batalha de Cástulo. Cneu Cipião lutou contra Asdrúbal Barca, também irmão de Aníbal, mas foi obrigado a se retirar depois que os seus mercenários celtiberos desertaram por um pagamento oferecido por Asdrúbal. Acabou derrotado e morto poucos dias depois do irmão na Batalha de Ilorci. Depois das duas sucessivas vitórias, as forças cartaginesas estiveram a ponto de cruzar o Ebro, mas acabaram rechaçadas pelos esforços de Lúcio Márcio, que assumiu o comando e impediu que o desastre da morte dos dois generais romanos se transformasse numa catástrofe ainda maior.
Quando o Públio Cornélio Cipião (o filho) chegou à região, encontrou os soldados já sob o comando de Márcio e manteve-o na posição e enviou-o para cercar a cidade de Cástulo com um terço das tropas romanas. Neste mesmo ano (provavelmente 208 a.C.), Lúcio Márcio destruiu a cidade de "Astapa" — situada numa das extremidades de Puente Genil, perto da fronteira com Estepa segundo alguns historiadores; ou no local onde está Estepa hoje segundo outros — e tomou a cidade de Córduba, aliadas dos cartagineses, e fundou, a noroeste de Córduba, um acampamento numa planície a partir da qual podia dominar a população local e os vaus do rio Bétis ("Batalha do Guadalquivir").
Em 205 a.C., Cipião Africano viajou para a África para acertar uma aliança com Sífax, rei da Numídia, e deixou as tropas na Ibéria sob o comando de Marco Silano, em Cartago Nova, e Lúcio Márcio em Tarraco.